# Rosa de Vidania
Rosa de Vidania Muñoz (Madrid, 22 de diciembre de 1954) es una bióloga española. Directora del Instituto Geológico y Minero de España desde junio de 2010 a noviembre de 2012, la sustituyó en el cargo Jorge Civis Llovera.
Doctora en Ciencias Biológicas por la Universidad Complutense de Madrid e investigadora del Centro de Investigaciones Energéticas, Medioambientales y Tecnológicas (CIEMAT). Durante los años de actividad investigadora participó en 22 proyectos de investigación financiados por Planes nacionales o internacionales de I+D y empresas. También ha realizado del orden de 100 publicaciones y presentaciones a congresos.
Rosa de Vidania ha participado en diferentes grupos de expertos y comités nacionales e internacionales. Asimismo, ha participado en actividades docentes tanto en el CIEMAT como en diferentes universidades y empresas sobre temas de protección radiológica, generación de energía y medio ambiente y riesgos industriales. Es miembro de diferentes sociedades científicas.